# 앙리 베디모
앙리 베디모 은사메 (Henri Bedimo Nsamé, 1984년 6월 4일 ~ )는 카메룬의 전 축구 선수이다. 포지션은 왼쪽 수비수이다.